# Зилле, Хелен
Хелен Зилле (на родном немецком языке — Цилле, африк. Helen Zille, по паспорту — Отта Хелене Марее, урождённая Зилле, англ. Otta Helene Maree née Zille, род. 9 марта 1951, Хиллброу, Йоханнесбург, провинция Трансвааль, ЮАР) — южноафриканская журналистка и политик, премьер Западно-Капской провинции (с 2009 года до начала 2019), член парламента этой провинции, бывший лидер оппозиционной южноафриканской партии либерального толка Демократический альянс в 2007–2015 годах, бывший мэр города Кейптаун.

## Биография
В молодости Хелен Зилле работала журналистом, активно выступала против апартеида; одним из её достижений было привлечение общественного внимания к фактическим обстоятельствам убийства лидера Движения чёрного самосознания Стива Бико в период её работы в газете Rand Daily Mail в конце 1970-х годов. В 1980-е годы она сотрудничала с «Чёрной лентой» (организацией белых женщин, добивавшейся избирательного права для чернокожих женщин) и рядом других продемократических групп.
Благодаря успешной работе на посту мэра Кейптауна, когда ей удалось снизить уровень преступности, безработицы и потребления наркотиков, она была избрана Мэром мира 2008 г. из списка в 820 кандидатов.
Владеет тремя официальными языками ЮАР: английским, африкаанс и коса. Родным языком, на котором говорили оба её родителя, является немецкий. Родители Хелен, ещё до знакомства друг с другом, переселились в 1930-е годы в ЮАР из нацистской Германии, поскольку оба были мишлингами (немцами с примесью еврейского происхождения). Родным дядей её отца был немецкий художник-карикатурист Генрих Цилле.